# 愛知県地方木材
愛知県地方木材株式会社（あいちけんちほうもくざいかぶしきがいしゃ、地木社）は愛知県名古屋市にかつて存在した木材会社である。

## 概要
- 木材統制法に基づく統制会社。戦後、名古屋木材株式会社を含む20の地区会社に事業譲渡。GHQによる解散命令を受け解散。

## 沿革
- 1943年（昭和18年）12月 - 愛知県地方木材株式会社（地木社）設立。名古屋木材株式会社（名木社）と愛知県木材株式会社（県木社）の事業を承継。
- 1946年（昭和21年）11月 - 解散。